# Shallow Water
Shallow Water é o álbum de estreia da banda Servant, lançado em 1979.

## Faixas
1. Shallow Water
2. Rich Man
3. Here Comes David
4. Rejoice
5. Jesus Star
6. Water Grave
7. Cup of Water
8. Holly Roller Blues
9. Fly Away